# Margency
Margency est une commune française située dans le département du Val-d'Oise, en région Île-de-France.
Autrefois simple hameau dépendant d'Andilly, Margency a obtenu son autonomie communale en 1789. D'un petit village situé sur le flanc méridional de la forêt de Montmorency et voué à l'arboriculture, la commune est devenue depuis les années 1960 un lieu à vocation essentiellement résidentielle avec la poussée de l'urbanisation dans la grande couronne parisienne.

## Géographie

### Localisation et communes limitrophes
Margency est une petite commune à caractère résidentiel située dans la vallée de Montmorency, à 18 kilomètres au nord de Paris. Elle se situe à flanc de coteau, bien exposée au sud, couronnée par la forêt de Montmorency.
Avec une surface de seulement 72 ha, Margency est la seconde commune la moins étendue du département du Val-d'Oise après Vaudherland.
Elle est limitrophe d'Andilly, Eaubonne et Montlignon.
| Montlignon |          | Andilly |
|            | Margency |         |
| Eaubonne   |          |         |

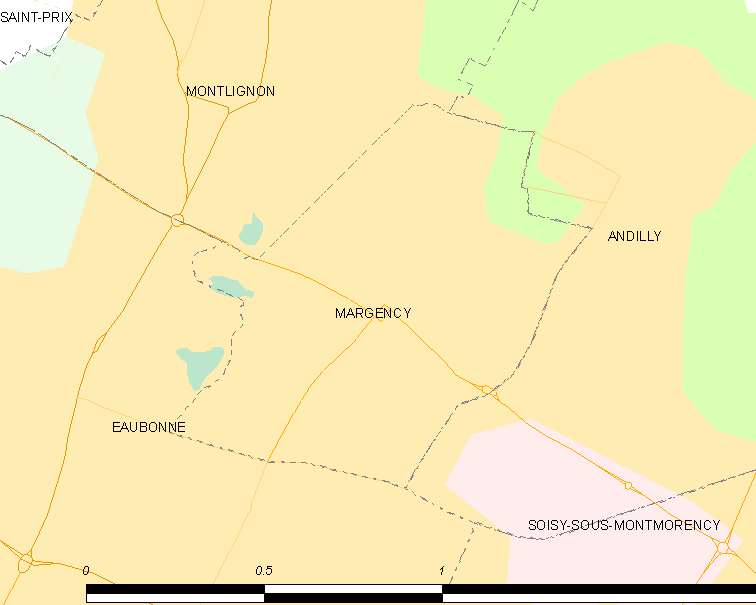
Carte de la commune.
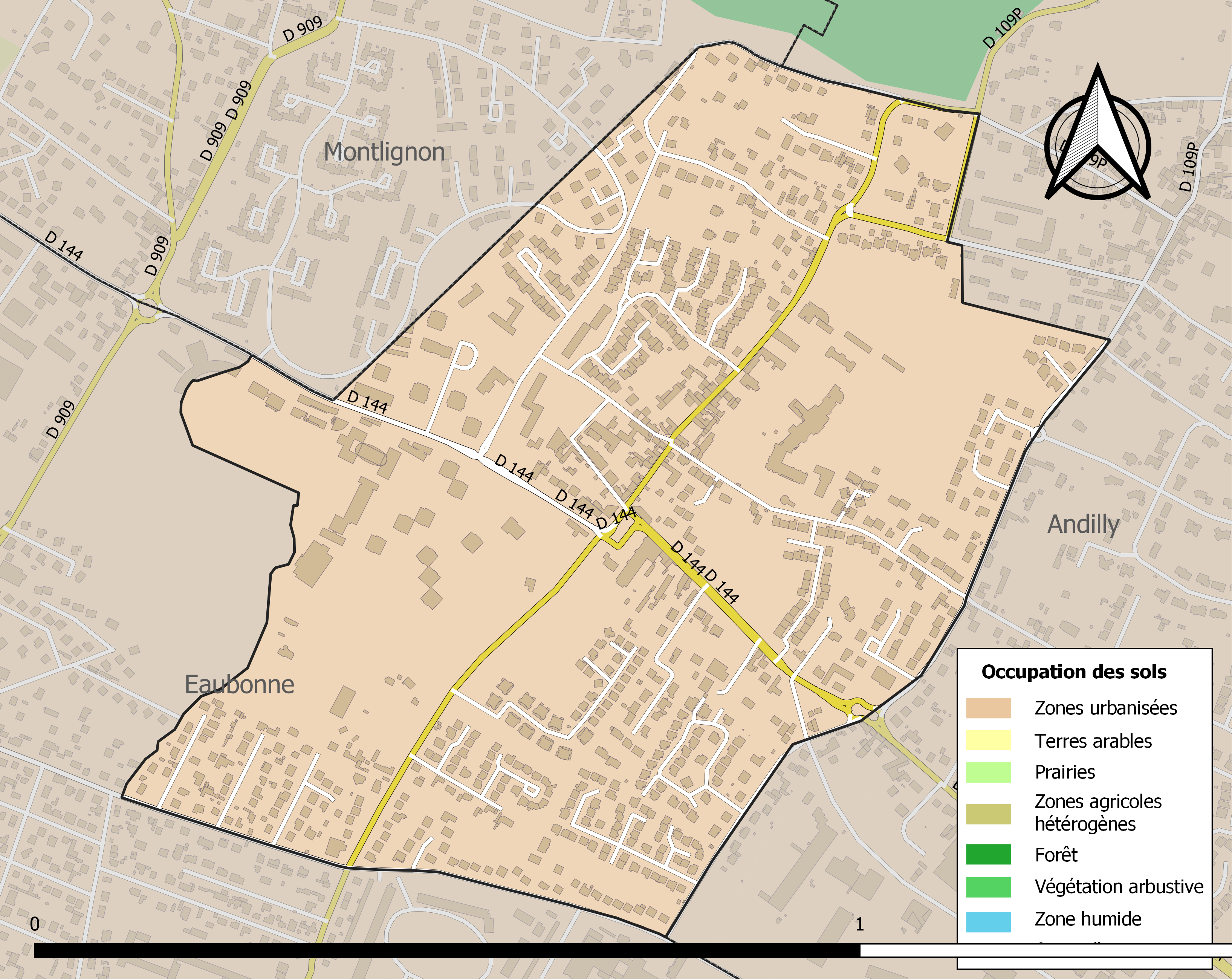
Occupation des sols.

### Hydrographie
Le territoire communal est traversé par un petit cours d'eau : le ru d'Enghien, qui constitue en partie sa limite occidentale avec Eaubonne. Il alimente les étangs du parc de Maugarny (en limite de Montlignon) puis du parc de Bury.
D'une longueur de 14,2 kilomètres, il naît en forêt de Montmorency au nord-ouest de la commune et se jette dans la Seine après avoir traversé, canalisé pour l'essentiel, les territoires de Montlignon, Eaubonne, Enghien-les-Bains et Épinay-sur-Seine et alimenté l'étang de la chasse, en amont en forêt, puis le lac d'Enghien en aval.

### Voies de communication et transports

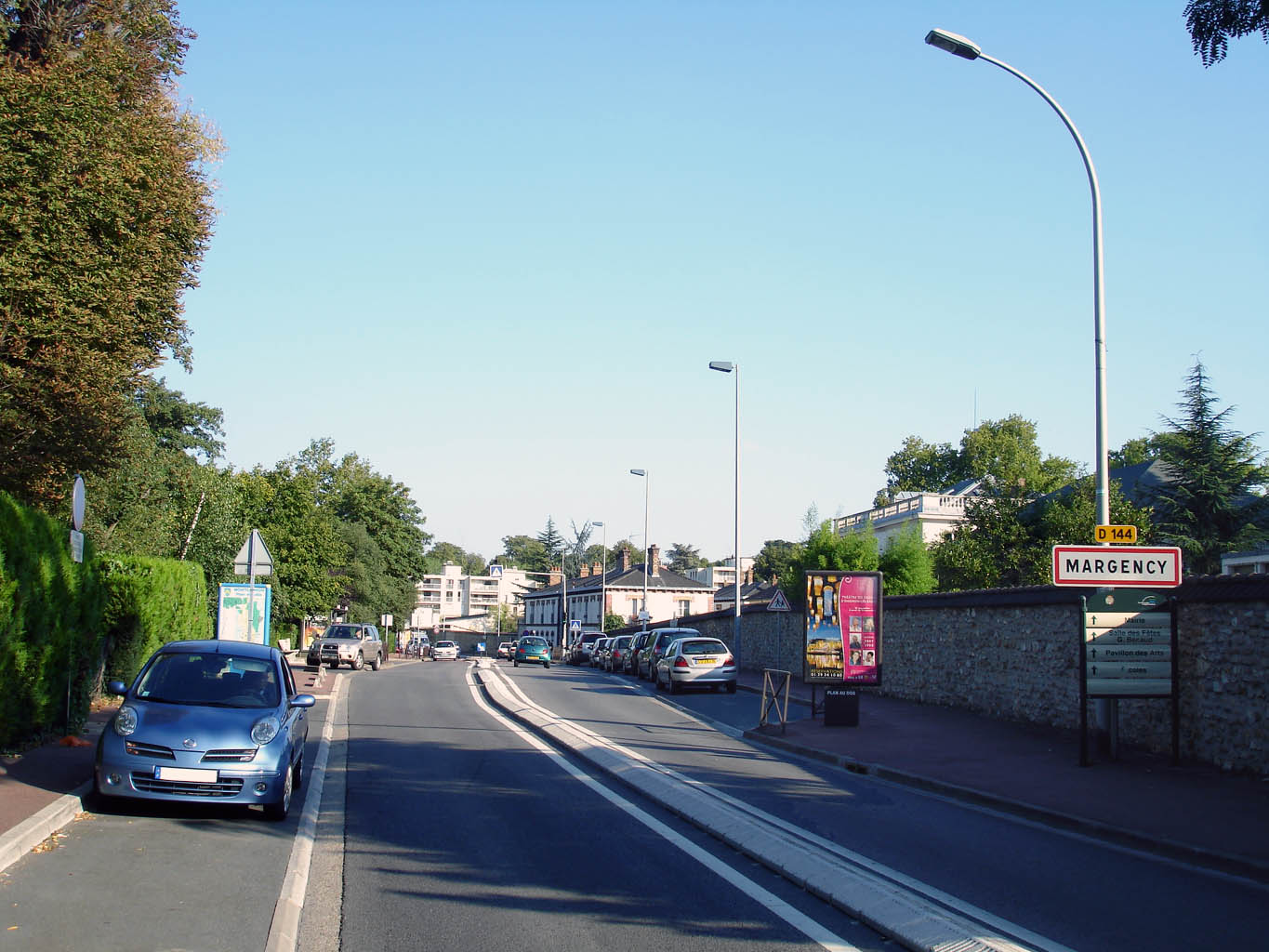
L'avenue Georges-Pompidou, axe principal de la commune.

Les voies les plus importantes qui traversent la commune sont une route départementale et deux voies communales.
La route départementale 144 relie Montmorency à Saint-Leu-la-Forêt par le nord de la vallée de Montmorency. Après avoir coupé le tiers septentrional de Soisy-sous-Montmorency et le sud d'Andilly, elle traverse entièrement la commune d'est en ouest et se poursuit à travers Saint-Prix. Deux voies communales supportent un trafic dépassant les cinq mille véhicules par jour : la rue des Maquignons au sud en limite d'Eaubonne, et la rue d'Eaubonne, qui relie cette commune au centre de Margency. Ces infrastructures terrestres ont un impact assez limité en termes de pollution sonore selon la réglementation. Les principales voies routières sont classées de catégorie 4, de niveau modéré, seule une petite portion de la D 144 au centre de la commune étant classée de catégorie 3.
Aucune gare ne dessert la commune. Des lignes du réseau de bus Val Parisis et du réseau de bus de la Vallée de Montmorency permettent de relier la commune aux villes des environs et à la gare la plus proche : 1510 vers Ermont - Eaubonne et Champ de courses d'Enghien, 1511 vers Saint-Gratien, Épinay-sur-Seine et Enghien-les-Bains; 1520 (Attainville-Montmorency), 1527 vers les gares de Groslay, Sarcelles - Saint-Brice et Garges - Sarcelles ; 38.01 vers la gare d'Ermont-Eaubonne et TàD Eaubonne - Domont reliant l'hôpital d'Eaubonne à la gare de Domont ; 95-03b vers la gare de Cergy-Préfecture.
La commune se situe dans l'axe des pistes de l'aéroport Roissy-Charles-de-Gaulle, situé à une quinzaine de kilomètres à l'est, dont les avions en survol provoquent d'importantes nuisances acoustiques comme dans la quasi-totalité des communes du sud du Val-d'Oise.

### Climat
Pour des articles plus généraux, voir Climat de l'Île-de-France et Climat du Val-d'Oise.
En 2010, le climat de la commune est de type climat océanique dégradé des plaines du Centre et du Nord, selon une étude du CNRS s'appuyant sur une série de données couvrant la période 1971-2000. En 2020, Météo-France publie une typologie des climats de la France métropolitaine dans laquelle la commune est dans une zone de transition entre le climat océanique et le climat océanique altéré et est dans la région climatique  Sud-ouest du bassin Parisien, caractérisée par une faible pluviométrie, notamment au printemps (120 à 150 mm) et un hiver froid (3,5 °C).
Pour la période 1971-2000, la température annuelle moyenne est de 11,3 °C, avec une amplitude thermique annuelle de 15,5 °C. Le cumul annuel moyen de précipitations est de 665 mm, avec 10,6 jours de précipitations en janvier et 7,8 jours en juillet. Pour la période 1991-2020, la température moyenne annuelle observée sur la station météorologique la plus proche, située sur la commune de Bonneuil-en-France à 11 km à vol d'oiseau, est de 12,1 °C et le cumul annuel moyen de précipitations est de 616,3 mm,. Pour l'avenir, les paramètres climatiques de la commune estimés pour 2050 selon différents scénarios d'émission de gaz à effet de serre sont consultables sur un site dédié publié par Météo-France en novembre 2022.

## Urbanisme

### Typologie
Au 1er janvier 2024, Margency est catégorisée grand centre urbain, selon la nouvelle grille communale de densité à sept niveaux définie par l'Insee en 2022.
Elle appartient à l'unité urbaine de Paris, une agglomération inter-départementale regroupant 407  communes, dont elle est une commune de la banlieue,,. Par ailleurs la commune fait partie de l'aire d'attraction de Paris, dont elle est une commune du pôle principal,. Cette aire regroupe 1 929 communes,.

## Toponymie
Le lieu est cité une première fois en 1125 sous le nom de Merafin ou Migafin,  Migasin ou Mijassin en 1293, Margency est mentionné sous son nom actuel le 3 juin 1360 dans un aveu « foi et hommage » puis en 1367 lors de l'acquisition du fief par Nicolas Braque, maître d'hôtel du roi, Margenciacum en 1519.
Le hameau, peut-être une paroisse, appelé Migafin est probablement détruit au début de la guerre de Cent Ans, disparaissant complètement de tous les actes postérieurs ne désignant plus que Margency. En 1470, Andilly compte 416 habitants et Margency seulement dix.
Le nom de Margency provient du celte marg, terre grasse, dont dériverait l'anthroponyme gallo-romain Margentius, et du suffixe gallo-roman -acum, le domaine de.

## Histoire

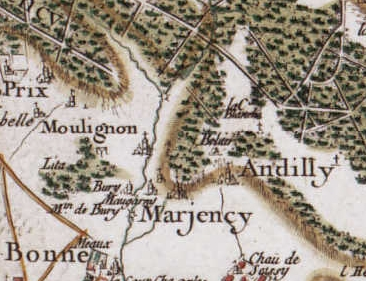
Margency vers 1780 (carte de Cassini).

Bailliage de la seigneurie de Montmorency au XVe siècle, Margency passe en 1528 à Antoine de La Postelle. La seigneurie est transmise en 1623 à Louis de Saveuse, descendant d'une ancienne maison de Picardie, puis à sa veuve Madeleine Viole en 1653. La famille de Durfort hérite de la seigneurie à la fin du XVIIe siècle. Procope Pignatelli devient seigneur de Margency par mariage avec Henriette-Julie de Durfort en 1717. Il revend la seigneurie et le fief de Margency en 1731 à un roturier, Adrien Quiret, greffe en chef du Châtelet, pour 57 000 livres. Le domaine consistant en « un château, grande-cour et basse-cour avec colombier et pressoir, jardin en parterre et potager clos de murs… attenant le tout à l'église et contenant 14 arpents, 64 perches » (soit environ 5 hectares), ainsi que « moyenne et basse justice. Droit de patronage et nomination de la cure dudit Margency ». Son fils, Adrien Quiret, surnommé « Monsieur de Margency », lui succède en 1749. Mais il rencontre des problèmes financiers et loue la seigneurie au couple Verdelin, propriétaires d'un hôtel particulier rue Vivienne à Paris. Amant de madame Verdelin, Marie-Madeleine de Bremond d'Ars, il fait la connaissance du cercle fréquentant Madame d'Épinay au château de la Chevrette à Deuil, constitué par Madame d'Houdetot, Grimm, Saint-Lambert ou encore Jean-Jacques Rousseau.
En 1762, la seigneurie est achetée pour 69 000 livres par Nicolas Claude Thévenin, écuyer, secrétaire du roi, Trésorier receveur général. En 1780, la seigneurie passe à son fils, Jean-Jacques Thévenin, fermier général.

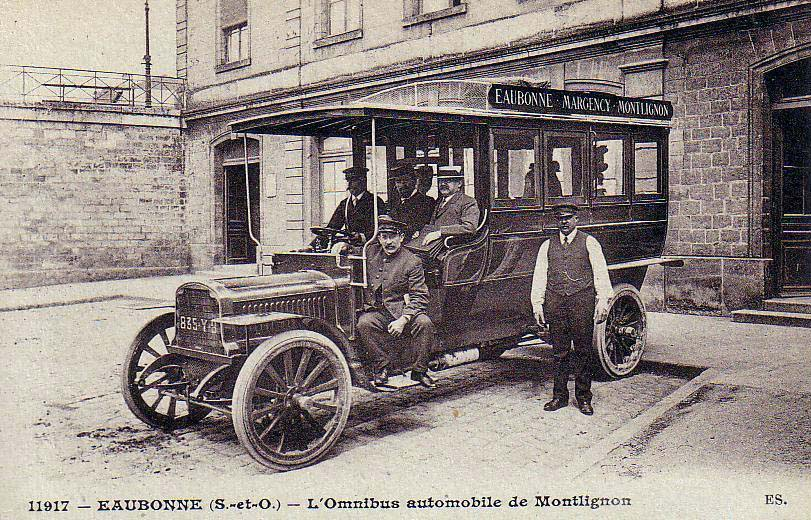
L'omnibus Eaubonne - Margency - Montlignon permettait aux habitants de prendre le train vers 1900.

En 1789, Margency est érigée en commune, distincte d'Andilly. En 1790, elle est comprise dans le canton de Montmorency du district de Gonesse, l'un des neuf districts du département de Seine-et-Oise. Le directoire du département réunit Margency à la municipalité d'Andilly. Les habitants de Margency adressent une pétition à l'Assemblée nationale législative. Le 14 août 1792, celle-ci prend le décret suivant : « L'Assemblée nationale, après avoir entendu la pétition des habitants de Margency, considérant que la constitution assure à toutes les communes le droit de former des municipalités, et que le directoire du département de Seine-et-Oise n'avait pas le droit de l'en priver, décrète qu'il y a urgence, et après avoir décrété l'urgence, décrète ce qui suit : la commune de Margency est autorisée à former sur le champ une municipalité, en se conformant aux règles établies pour l'élection des officiers municipaux ; elle casse et annule l'arrêté du directoire du département, qui réunit cette commune à la municipalité d'Andilly ». De 1795 à 1800, Margency est une commune de la municipalité de canton de Montmorency. La municipalité est rétablie par la loi du 28 pluviôse an VIII (17 février 1800).
Le village au XIXe siècle vit de ses tuileries. Mais comptant une population de moins de deux-cents habitants, une superficie très limitée et avec près d'un tiers de son territoire occupés par des résidences secondaires, la gestion municipale s'avère difficile. Pendant tout le XIXe siècle, la municipalité refuse toute dépense d'intérêt général (assainissement de la vallée de Montmorency), étale au maximum celles qui se révèlent indispensables (bornes fontaines, éclairage), s'en remet à la charité privée pour le secours aux pauvres et indigents, et profite des services financés par les communes voisines pour l'éducation par exemple. Par ailleurs, la plupart des bâtiments publics sont des dons à la commune (lavoir, mairie).
Durant le siège de Paris en 1870 le quartier général du prince de Saxe est installé à Margency. Le village est occupé par les Prussiens, qui cherchent à y loger plus de mille hommes, alors qu'il ne compte alors que 174 habitants.
La commune est devenue depuis les années 1950 une petite ville à caractère résidentiel, à l'orée de la forêt de Montmorency. Avec ses 72 hectares, elle est une des plus petites communes du Val-d'Oise.

## Politique et administration

### Rattachements administratifs et électoraux

#### Rattachements administratifs
Antérieurement à la loi du 10 juillet 1964, la commune faisait partie du département de Seine-et-Oise. La réorganisation de la région parisienne en 1964 fit que la commune appartient désormais au département du Val-d'Oise et à son arrondissement de Sarcelles après un transfert administratif effectif au 1er janvier 1968.
Elle faisait partie depuis 1832  du canton de Montmorency de Seine-et-Oise. Lors de la mise en place du Val-d'Oise, la ville intègre le canton de Soisy-sous-Montmorency. Dans le cadre du redécoupage cantonal de 2014 en France, cette circonscription administrative territoriale a disparu, et le canton n'est plus qu'une circonscription électorale.
Margency fait partie du ressort du tribunal d'instance de Montmorency, de celle du  tribunal judiciaire ainsi que de celle  tribunal de commerce (France) de Pontoise,.

#### Rattachements électoraux
Pour les élections départementales, la commune est membre depuis 2014 du canton de Fosses
Pour l'élection des députés, elle fait partie de la neuvième circonscription du Val-d'Oise.

### Intercommunalité
Margency était membre de la communauté d'agglomération de la vallée de Montmorency, un établissement public de coopération intercommunale (EPCI) à fiscalité propre créé fin 2001 et auquel la commune avait transféré un certain nombre de ses compétences, dans les conditions déterminées par le code général des collectivités territoriales.
Dans le cadre de la mise en œuvre de la loi MAPAM du 27 janvier 2014, qui prévoit la généralisation de l'intercommunalité à l'ensemble des communes et la création d'intercommunalités de taille importante en seconde couronne parisienne afin de pouvoir dialoguer avec la métropole du Grand Paris créée par la même loi, cette intercommunalité a fusionné avec sa voisine pour former, le 1er janvier 2017, la communauté d'agglomération Plaine Vallée dont est désormais membre la commune.

### Tendances politiques et résultats
Politiquement, Margency est clairement une commune de droite.
Au référendum sur le traité constitutionnel pour l’Europe du 29 mai 2005, les Margencéens ont approuvé à une très forte majorité la Constitution Européenne, avec 63,66 % de Oui contre 36,34 % de Non avec un taux d’abstention de 24,86 % (France entière : Non à 54,67 % ; Oui à 45,33 %). Ces chiffres sont contraires à la tendance départementale du Val-d'Oise (Non à 53,47 % ; Oui à 46,53 %) mais suivent la tendance régionale francilienne de façon encore plus marquée (Oui 53,99 % ; Non 46,01 %).
À l’élection présidentielle de 2007, le premier tour a vu se démarquer nettement en tête Nicolas Sarkozy avec 45,16 %, suivi par François Bayrou avec 22,58 %, Ségolène Royal avec 16,95 %, Jean-Marie Le Pen avec 5,74 %, enfin Dominique Voynet avec 2,13 %, aucun autre candidat ne dépassant le seuil des 2 %. Le second tour a vu arriver largement en tête Nicolas Sarkozy avec 65,35 % (résultat national : 53,06 %) contre 34,65 % pour Ségolène Royal (national : 46,94 %) avec 88 % de taux de participation.
Au second tour des élections municipales de 2014 dans le Val-d'Oise, la liste d'union de la droite menée par Christian Renault obtient la majorité des suffrages exprimés, avec 616 voix (44,99 %, 17 conseillers municipaux élus dont 3 communautaires), devançant de 36 voix celle DVD menée par Thierry Brun (580 voix, 42,36 %, 5 conseillers municipaux élus dont 1 communautaire.
La troisième liste, DVG menée par Guilaine Pestie, a obtenu 173 voix (12,63 %, 1 conseiller municipal élu).

Lors de ce scrutin, 31,21 % des électeurs se sont abstenus..
Au second tour des élections présidentielles de 2017, Emmanuel Macron a obtenu 1 177 voix (77,79 % des suffrages exprimés) et Marine Le Pen 336 voix (22,71 %).
Lors de ce scrutin, 18,05 % des électeurs de la commune se sont abstenus.
Lors du premier tour des élections municipales de 2020 dans le Val-d'Oise; la liste DVD  menée par Thierry Brun obtient la majorité absolue des suffrages exprimés, avec 573 voix (52,23 %, 18 conseillmers municipaux élus dont 1 communautaire), devançant celle de droite  de Jean-Bernard Lasmarrigues (524 voix, 47,76 %, 5 conseillers municipauix élus).

Lors de ce scrutin marqué par la pandémie de Covid-19 en France, 46,41 % des électeurs se sont abstenus.

### Distinctions et labels
La municipalité a par participé pour la première fois en 2007 au concours départemental des villes et maisons fleuries[réf. nécessaire]

## Équipements et services publics

### Eau et assainissement
La commune est alimentée en eau par la station de traitement de Méry-sur-Oise, gérée par la société Veolia environnement. L'eau potable à Margency est de très bonne qualité bactériologique, contenant peu de nitrates, étant peu fluorée et devenue relativement peu calcaire depuis la mise en place de la nanofiltration en 1999 à l'usine de distribution. L'eau distribuée est d'origine superficielle, provenant de la filtration des eaux de l'Oise,.

### Enseignement
Deux établissements scolaires publics dispensent l'enseignement à Margency : une école maternelle, une école primaire et un établissement privé.
L'école maternelle, Le Petit Prince (3 ter, rue Louis-Muret), compte quatre classes, un dortoir et une salle de jeux ; l'école élémentaire Saint-Exupéry (rue Henri-Coudert) compte huit classes, une salle informatique et une bibliothèque. Le collège et lycée Notre-Dame de Bury (1, avenue Georges-Pompidou) ouvert en 1939 compte 1 500 élèves.
La commune relève de l'académie de Versailles. Les écoles sont gérées par l’inspection générale de l'inspection départementale de l’Éducation nationale de Soisy-sous-Montmorency (17, avenue du Général-de-Gaulle). La circonscription fait partie du bassin d'éducation et de formation d'Enghien-les-Bains.

### Autres équipements
Margency compte une salle des fêtes (Gilbert-Bécaud) qui accueille quelques manifestations, (concerts, expositions), ainsi qu'une petite bibliothèque municipale installée dans l'ancienne mairie. La commune possède un club de tennis avec des courts couvert et en plein air. La ville compte également un terrain de pétanque.

### Sécurité
(septembre 2015).
Dans le cadre d'une politique menée par la communauté d'agglomération, cinq caméras de vidéo surveillance ont été implantées sur le territoire communal, et deux autres devraient l'être courant 2008 rue Henri-Brochard (protection du cimetière) et au parc de la Tuilerie.

## Population et société

### Démographie
L'évolution du nombre d'habitants est connue à travers les recensements de la population effectués dans la commune depuis 1793. Pour les communes de moins de 10 000 habitants, une enquête de recensement portant sur toute la population est réalisée tous les cinq ans, les populations de référence des années intermédiaires étant quant à elles estimées par interpolation ou extrapolation. Pour la commune, le premier recensement exhaustif entrant dans le cadre du nouveau dispositif a été réalisé en 2008.

En 2022, la commune comptait 2 954 habitants, en évolution de +1,3 % par rapport à 2016 (Val-d'Oise : +4 %, France hors Mayotte : +2,11 %).
| 1793 | 1800 | 1806 | 1821 | 1831 | 1836 | 1841 | 1846 | 1851 |
| ---- | ---- | ---- | ---- | ---- | ---- | ---- | ---- | ---- |
| 215  | 165  | 188  | 177  | 164  | 175  | 184  | 190  | 145  |

| 1856 | 1861 | 1866 | 1872 | 1876 | 1881 | 1886 | 1891 | 1896 |
| ---- | ---- | ---- | ---- | ---- | ---- | ---- | ---- | ---- |
| 140  | 144  | 172  | 195  | 227  | 196  | 261  | 190  | 204  |

| 1901 | 1906 | 1911 | 1921 | 1926 | 1931 | 1936 | 1946 | 1954 |
| ---- | ---- | ---- | ---- | ---- | ---- | ---- | ---- | ---- |
| 215  | 244  | 247  | 233  | 304  | 394  | 416  | 587  | 903  |

| 1962 | 1968 | 1975  | 1982  | 1990  | 1999  | 2006  | 2008  | 2013  |
| ---- | ---- | ----- | ----- | ----- | ----- | ----- | ----- | ----- |
| 612  | 860  | 1 468 | 2 451 | 2 745 | 2 587 | 2 824 | 2 890 | 2 913 |

| 2018  | 2022  | - | - | - | - | - | - | - |
| ----- | ----- | - | - | - | - | - | - | - |
| 2 859 | 2 954 | - | - | - | - | - | - | - |

La population de Margency est restée relativement stable autour de deux-cents habitants de 1790 à 1920. Elle amorce alors une lente ascension avec le lotissement progressif d'une partie du territoire communal, et est presque multipliée par trois entre 1968 et 1982 à la suite de l'édification du lotissement pavillonnaire du parc de Maugarny et à la construction d'immeubles. L'évolution démographique a trouvé une certaine stabilité depuis, la totalité du territoire étant urbanisée depuis la fin du XXe siècle.

### Associations
La commune à vocation essentiellement résidentielle ne possède qu'une vie culturelle et sportive assez limitée. Mais elle possède néanmoins un tissu associatif, les douze associations culturelles et sportives que compte la commune se réunissant pour beaucoup au pavillon des Arts (1-3, rue d'Eaubonne).

### Cultes
Un office religieux catholique se déroule à l'église de la Nativité-de-la-Sainte-Vierge de Margency le samedi à 18 h et un autre le jeudi à 8 h à la chapelle de l'école Notre-Dame de Bury, sauf pendant les vacances scolaires où il a lieu à 9 h à l'église de la commune[réf. nécessaire].

## Économie
La commune est presque exclusivement résidentielle, ne comptant que quelques rares commerces (une boulangerie et un bar-tabac) et entreprises. Ses principales activités économiques, exclusivement tertiaires, sont constituées par le centre thérapeutique pédiatrique de la Croix-Rouge, qui employait 300 salariés en 2003, et par le collège-lycée privé Notre-Dame de Bury, qui avec 1 400 élèves, employait 120 enseignants et 60 employés en 2003. La commune emploie par ailleurs 26 employés municipaux, titulaires et auxiliaires.
L'unique entreprise industrielle ayant existé à Margency est Coultronics, filiale française de la société américaine Coulter, spécialisée dans les méthodes automatiques de diagnostic médical dont elle fut l'un des leaders mondiaux. Créée en France en 1962, elle s'installe à Margency en 1966 et connaît une croissance rapide, passant de 30 employés en 1967 à 650 en 1988 dont 400 dans la commune. Une unité de production d'instruments de précision pour les laboratoires d'analyse médicaux est créée dans le jardin du pavillon qu'elle occupe (rue Legendre) à la fin des années 1960, et s'étend jusqu'à occuper 6 000 m2 de terrain vingt ans plus tard. Mais concurrencée par de nouvelles entreprises de pays émergents, l'entreprise connaît plusieurs plans sociaux puis est rachetée par la société Beckam, qui cède les terrains à un promoteur immobilier en 1996.

## Lieux et monuments

### Patrimoine architectural
On peut signaler : 

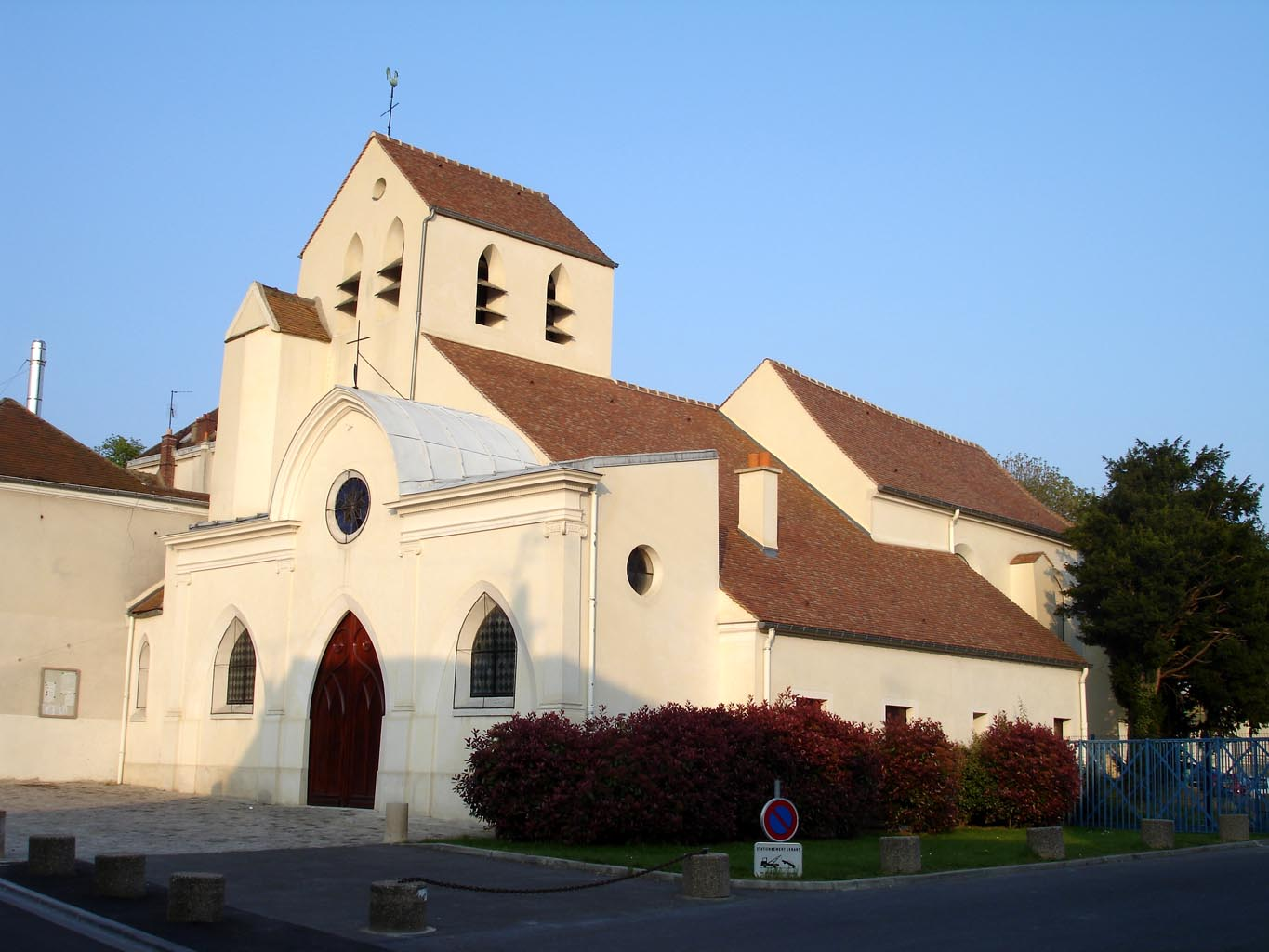
L'église de la Nativité-de-la-Sainte-Vierge.

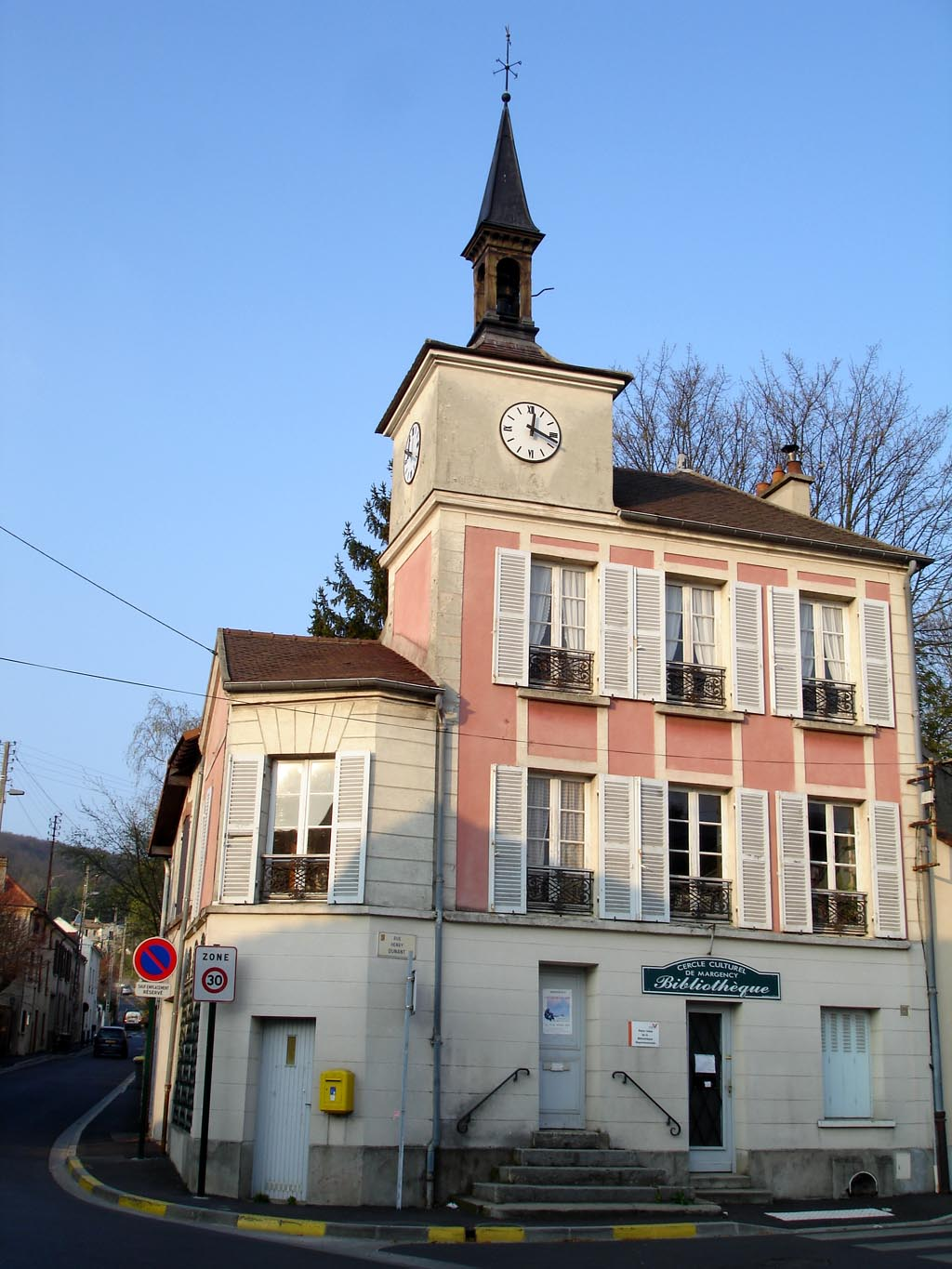
Ancienne mairie.

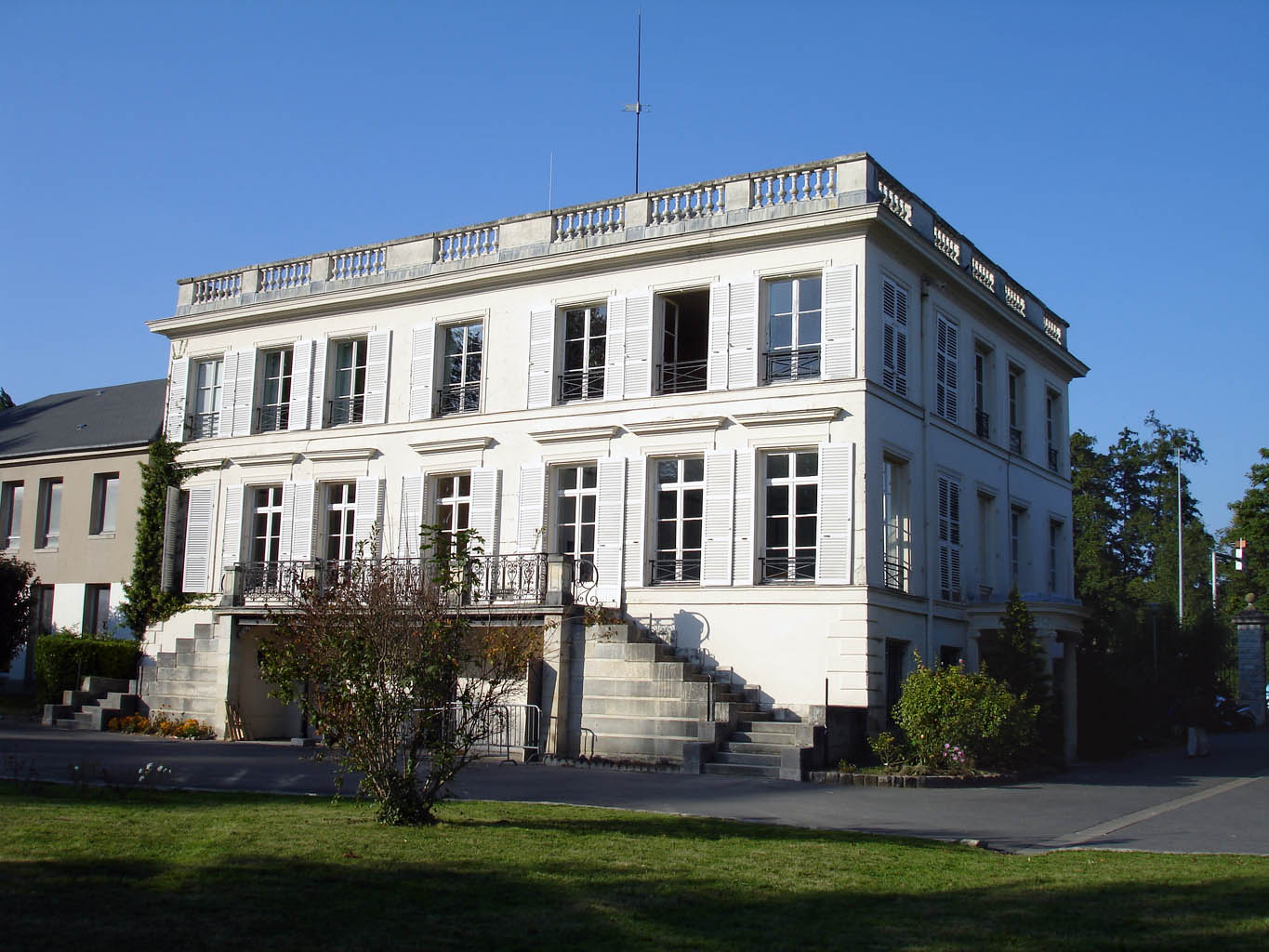
Le château du Grand-Bury, siège de l'école Notre-Dame de Bury.

- L'église de la Nativité-de-la-Sainte-Vierge, rue Roger-Salengro : édifiée en 1548, elle devait probablement être à l'origine la chapelle particulière du château. 
L'architecture d'origine n'est plus guère visible depuis l'extérieur. La façade principale est précédée par un narthex de style classique, dont les arcades du portail et des fenêtres l'encadrant ont été rendues ogivales lors d'une transformation du XIXe siècle, reflétant ainsi le style troubadour. 
L'église abrite une toile de style flamand du XVIIIe siècle représentant la sainte Famille, ainsi qu'un confessionnal, également du XVIIIe siècle[50],[51].
- Le château du Grand-Bury, 1 avenue Georges-Pompidou :  
Cette œuvre de l'architecte Louis Visconti date de 1834, et s'inscrit encore dans le style du classicisme tardif. Le bâtiment s'élève sur un soubassement élevé, et l'on accède au perron par un double escalier. La façade principale de sept travées est surmontée par une balustrade, cachant le toit plat. Le rez-de-chaussée ne comporte que des portes-fenêtres, bien que n'étant pas de plain-pied. Des garde-corps en fer forgé protègent ces portes-fenêtres, ainsi que les grandes fenêtres de l'étage. 
Devenu l'une des résidences d'Alfred de Musset qui y reçoit George Sand, le château est acheté en 1939 par les pères maristes du collège Sainte-Marie de Sierck-les-Bains en Moselle, qui s'y installèrent pour protéger leurs élèves de combats probables. L'ensemble du château et du parc est devenu depuis l'établissement scolaire Notre-Dame-de-Bury[51].
- L'ancienne mairie, 1 rue Henri-Dunant :
 la maison qui l'abrita, datant probablement de la fin du XVIIIe siècle, est donnée en 1842 à la commune par son maire, Jean-Baptiste Lefranc, propriétaire de Maugarny, pour en faire la mairie. Il y fait d'abord ajouter un clocheton et une horloge symboles de cette fonction. La mairie, trop à l'étroit, déménage au château du Petit-Bury en 1978[51].
- Le château du Petit-Bury, avenue Georges-Pompidou : édifié en 1910 à l'emplacement d'un pavillon du domaine de Bury, il a été racheté en 1913 par Aristide Denfert-Rochereau[51], fils de Pierre Philippe Denfert-Rochereau.
Pour accueillir les services de la mairie, le château a été agrandi en 1977. La grille en fer forgée qui orne l'entrée du parc provient du château Leroux, comme le rappellent les « L » entrelacés du médaillon central. Elle est rachetée par la commune et transportée à cet emplacement en 1978. La mairie et son parc sont acquis pour un franc symbolique auprès de promoteurs immobiliers lors de la construction des immeubles l'entourant[52].
- Le château de la Croix-Rouge, 18 rue Roger-Salengro  
  construit pour Henri Davillier à partir de 1860 dans un style caractéristique du Second Empire, faisant appel à la brique pour les chaînages et les ornementations, et la meulière pour le soubassement. Achevé en 1870 jusqu'au moment qu'éclate la guerre franco-prussienne, il est inauguré par le Kronprinz. 
Le château est acquis en 1943 par la Croix-Rouge pour y héberger des enfants malades[51].

### Parcs et espaces verts
Malgré une surface limitée, Margency ne compte pas moins de quatre parcs.
Huit hectares sur les soixante-douze que compte la commune sont occupés par des parcs, soit 11 % de la superficie totale. Il faut noter en outre que la commune se situe en lisière méridionale de la forêt de Montmorency, d'une surface de plus de deux-mille hectares.
- Parc de la Mairie (doté d'une aire de jeux)
- Parc de la Renaudière (rue d'Eaubonne)
- Parc de la Tuilerie (avenue Georges-Pompidou)
- Parc Istel (rue Charles-de-Gaulle)

### Personnalités liées à la commune
- Charles-Joseph Bail (1777-1824), militaire, écrivain, mort à Margency.
- Gilles Chaillet (1946-2011), auteur de bandes dessinées, est décédé à Margency.
- Nathalie Élimas (1973 - ), députée française et secrétaire d'État, maire-adjointe de la commune en 2014.
- Alfred de Musset (1810-1857) et George Sand (1804-1876) séjournent à Margency, au château du Grand-Bury.
- Alison Wheeler (1986- ), humoriste et comédienne française, a fait un bac L au lycée Notre-Dame-de-Bury.

### Héraldique
| Blason de Margency | Blason  | Les armes de Margency se blasonnent ainsi : D'azur à la bande d'or accompagnée en chef d'une coquille et en pointe de trois billettes rangées en bande, le tout du même ; au chef aussi d'or chargé de trois alérions d'azur. Le blason associe les armes des familles propriétaires à différentes époques de terres à Margency : - Les alérions de la famille de Montmorency ; - Les billettes de la famille de Saveuse ; - La coquille de Jean-Jacques de Barillon, seigneur de Maugarny. |
| Blason de Margency | Détails | Le statut officiel du blason reste à déterminer. |